# Али ибн Хасан
Али ибн Хасан, Чаграхан Джалал ад-дин Али ибн Хасан (г. рожд. неизв. — 1160/61), правитель Мавараннахра (1156-60/61) из династии Караханидов. 6-й потомок хана Сатука Богры. В середине XII в. Али ибн Xасан захватил власть, одержав победу в борьбе между самаркандскими и узгендскими правителями; разгромил карлуков. После его смерти к власти пришёл Кылыч Тамгаш-хан Масуд.